# Archibald Peake

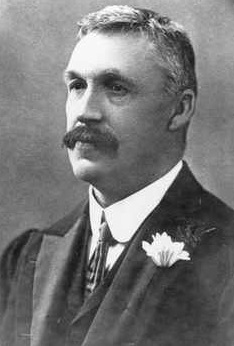
Archibald Peake

Hon. Archibald Henry Peake (* 15. Januar 1859 in Chelsea, London; † 6. April 1920 in Adelaide, South Australia) war ein australischer Politiker der Liberal and Democratic Union, der Liberal Union und zuletzt der Community Leadership Independence Coalition, der von 1909 bis 1910, zwischen 1912 und 1915 sowie von 1917 bis zu seinem Tode 1920 drei Mal Premierminister von South Australia war.

## Leben
Archibald Henry Peake, Sohn von Robert Peake und dessen Ehefrau Mary Peake, kam von Victoria nach Südaustralien, wohin seine Familie aus London eingewandert war. Am 22. Mai 1897 wurde er bei einer Nachwahl aufgrund des Todes des bisherigen Wahlkreisinhabers George Ash am 23. Februar 1897 im Wahlkreis Albert erstmals zum Mitglied der South Australian House of Assembly gewählt, des Unterhauses des Parlaments von South Australia. Er vertrat diesen Wahlkreis, der nach der Zusammenlegung mit dem Wahlkreis Albert zur Wahl am 3. November 1906 in Victoria and Albert umbenannt wurde, bis zur Auflösung des Wahlkreises Victoria and Albert am 26. März 1915. Er unterstützte eine fortschrittliche Gesetzgebung und wurde am 26. Juli 1905 als Liberaler eine Koalitionsregierung mit der Australian Labor Party von Premier Thomas Price berufen, in der er am 5. Juni 1909 als Schatzminister (Treasurer) und Generalstaatsanwalt (Attorney-General) fungierte. Peake war maßgeblich an der Gründung der Liberalen und Demokratischen Union (LDU) 1906 beteiligt.

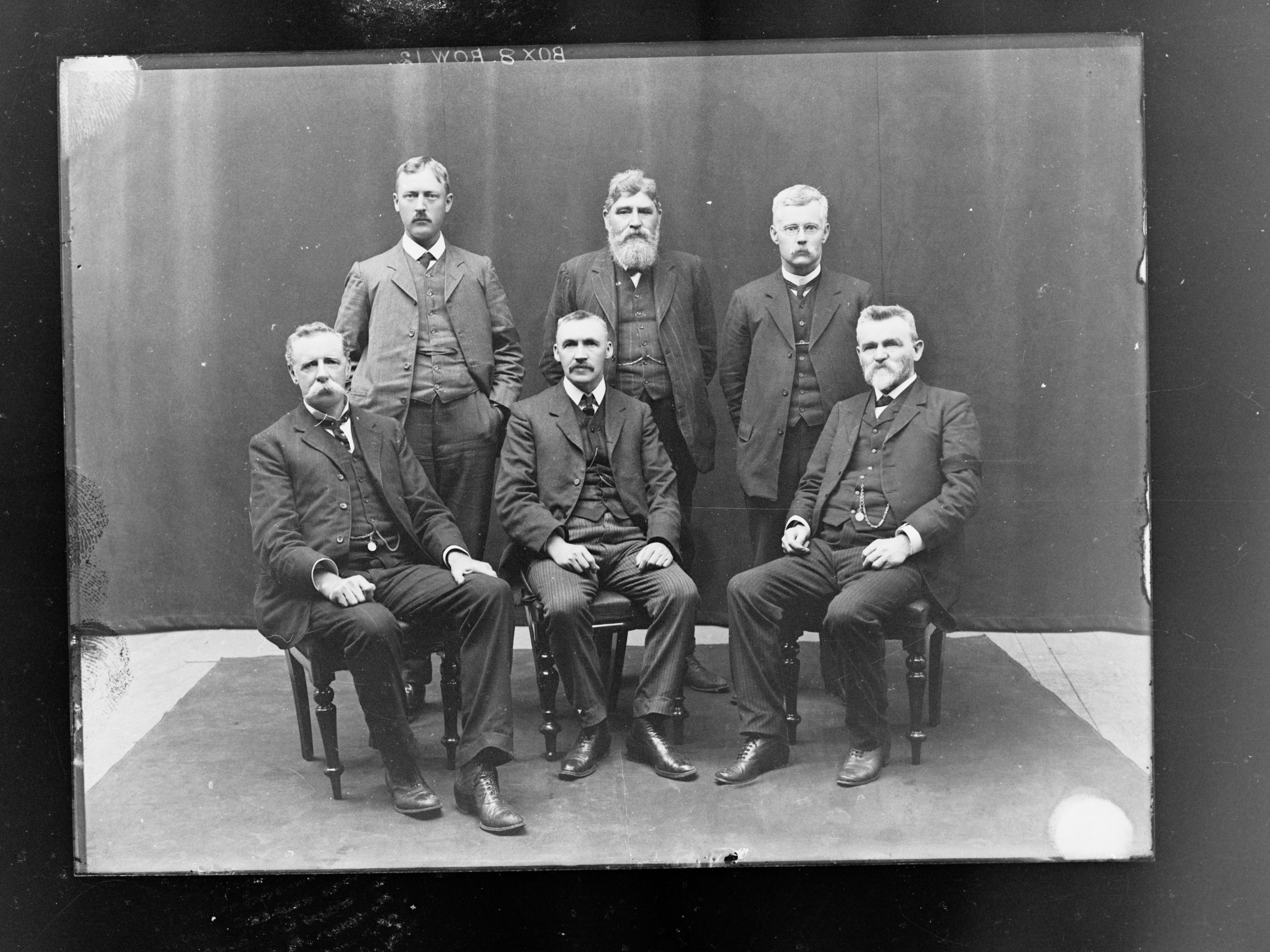
Die erste Regierung Peake (1909–1910).

Nach dem Tode von Premier Price am 31. Mai 1909 wurde Peake am 5. Juni 1909 erstmals selbst Premierminister von South Australia und bekleidete dieses Amt bis zum 3. Juni 1910. Er fungierte in seiner ersten Regierung zugleich vom 5. Juni bis zum 22. Dezember 1909 weiterhin als Schatzminister, zwischen 5. Juni 1909 und dem 3. Juni 1910 als Bildungsminister (Minister of Education) sowie ferner vom 22. Dezember 1909 bis zum 3. Juni 1910 als Minister für Ländereien der Krone (Commissioner of Crown Lands). Seine liberale Regierung  verlor die Wahlen vom 2. April 1910 gegen die United Labor Party of South Australia, woraufhin John Verran am 3. Juni 1910 neuer Premier wurde. Nach dem Wahlsieg der Labour-Partei versammelte Peake die Anti-Labour-Parteien zur Gründung der Liberal Union (LU), wobei er viele parteipolitische Prinzipien der LDU aufgab, und war als Nachfolger von Verran vom 3. Juni 1910 bis zum 17. Februar 1912 Oppositionsführer in der Legislativversammlung.

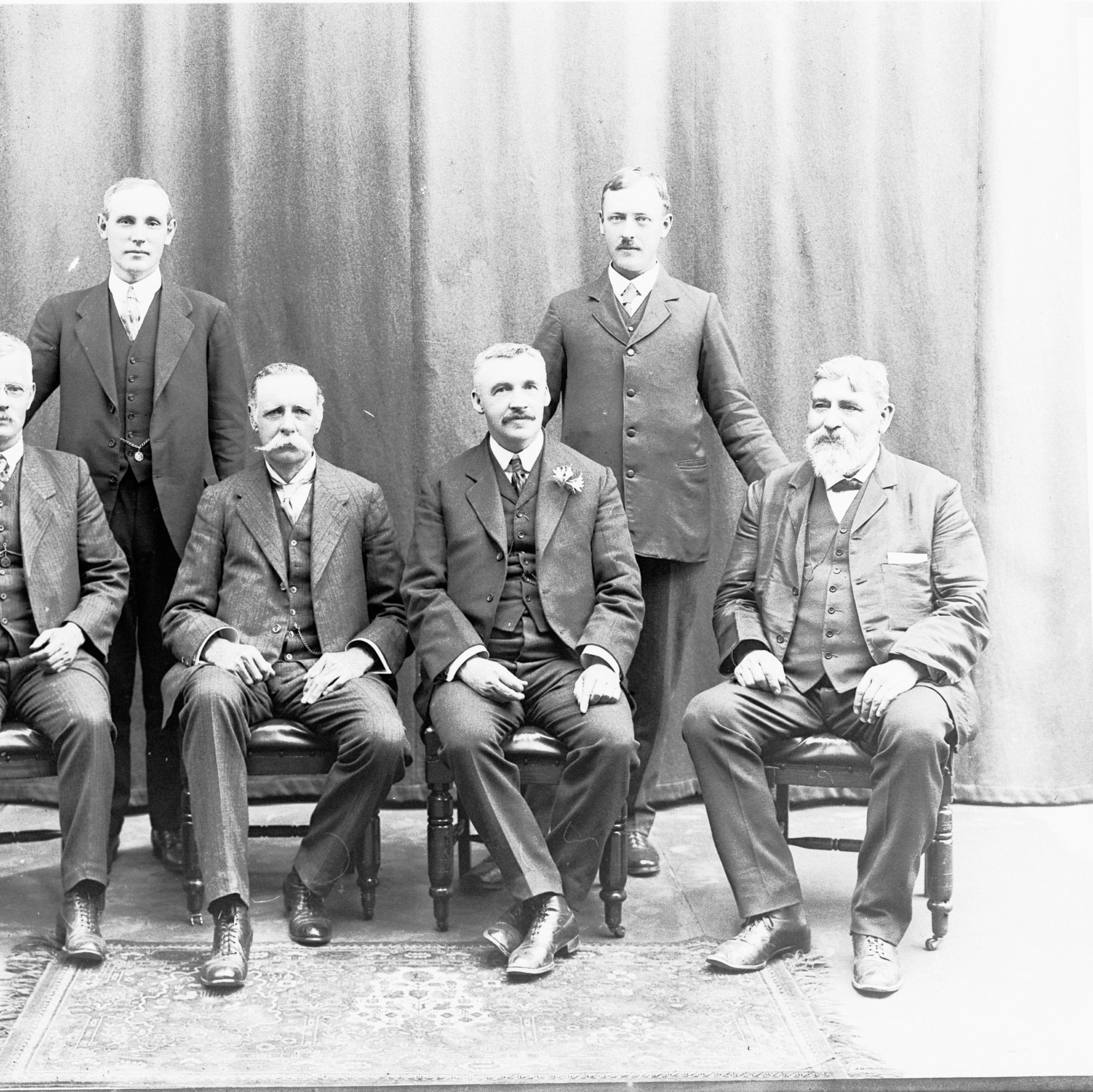
Die zweite Regierung Peake (1912–1915).

Die Liberalen gewannen bei den Wahlen am 10. Februar 1912 die Mehrheit im South Australian House of Assembly, woraufhin Peake als Nachfolger von John Verran am 17. Februar 1912 zum zweiten Mal Premierminister wurde. Seine Regierung, in der er zwischen dem 17. Februar 1912 und dem 3. April 1915 auch wieder Schatzminister war, bemühte sich um eine bessere Zusammenarbeit mit dem Legislativrat (South Australian Legislative Council), dem Oberhaus des Parlaments, und schuf das Arbeitsschiedsgericht (Industrial Arbitration Court), das später für die Einführung des Mindestlohns für Arbeitnehmer verantwortlich war. Zugleich fungierte er in seiner zweiten Regierung zwischen dem 21. Januar und dem 3. April 1915 als Industrieminister (Minister of Industry) und war am 21. Januar 1915 für einen Tag auch noch Bildungsminister (Minister of Education). Peakes größtes Projekt, der als einer der fähigsten Premierminister Südaustraliens beschrieben wird, war die Sperrung des Murray River in Zusammenarbeit mit der Regierung von New South Wales, Victoria und der Bundesregierung. Sein nachhaltigstes Vermächtnis für Südaustralien war jedoch seine Beteiligung an der Polarisierung des Staates in ein politisches Zweiparteiensystem. Bei den Wahlen am 17. März 1915 unterlag seine liberale Regierung der Labour Party aufgrund vermeintlicher „deutscher“ Sympathien, bei einer Wahl, die ihn letztlich auch seinen eigenen Sitz im Wahlkreis Victoria and Albert kostete. Er galt für die Parteiführung jedoch als so bedeutsam, dass Alexander McDonald ihm das Mandat für den Wahlkreis Alexandra überließ, den er für die Community Leadership Independence Coalition bei einer Nachwahl am 19. Juni 1915 einnahm und bis zu seinem Tode am 6. April 1920 innehatte.
Nach der Wahl am 17. März 1915 wurde Crawford Vaughan von der Australian Labor Party am 3. April 1915 neuer Premier, während Peake wiederum die Funktion des Oppositionsführers übernahm. Premier Vaughan trat 1917 aus der Labour Party aus, um den Vorschlag des australischen Premierministers Billy Hughes zur Wehrpflicht zu unterstützen, und war 1917 Gründungsmitglied der National Labour Party, während Andrew Kirkpatrick Vaughan als Vorsitzender der offiziellen Labour Party ablöste.

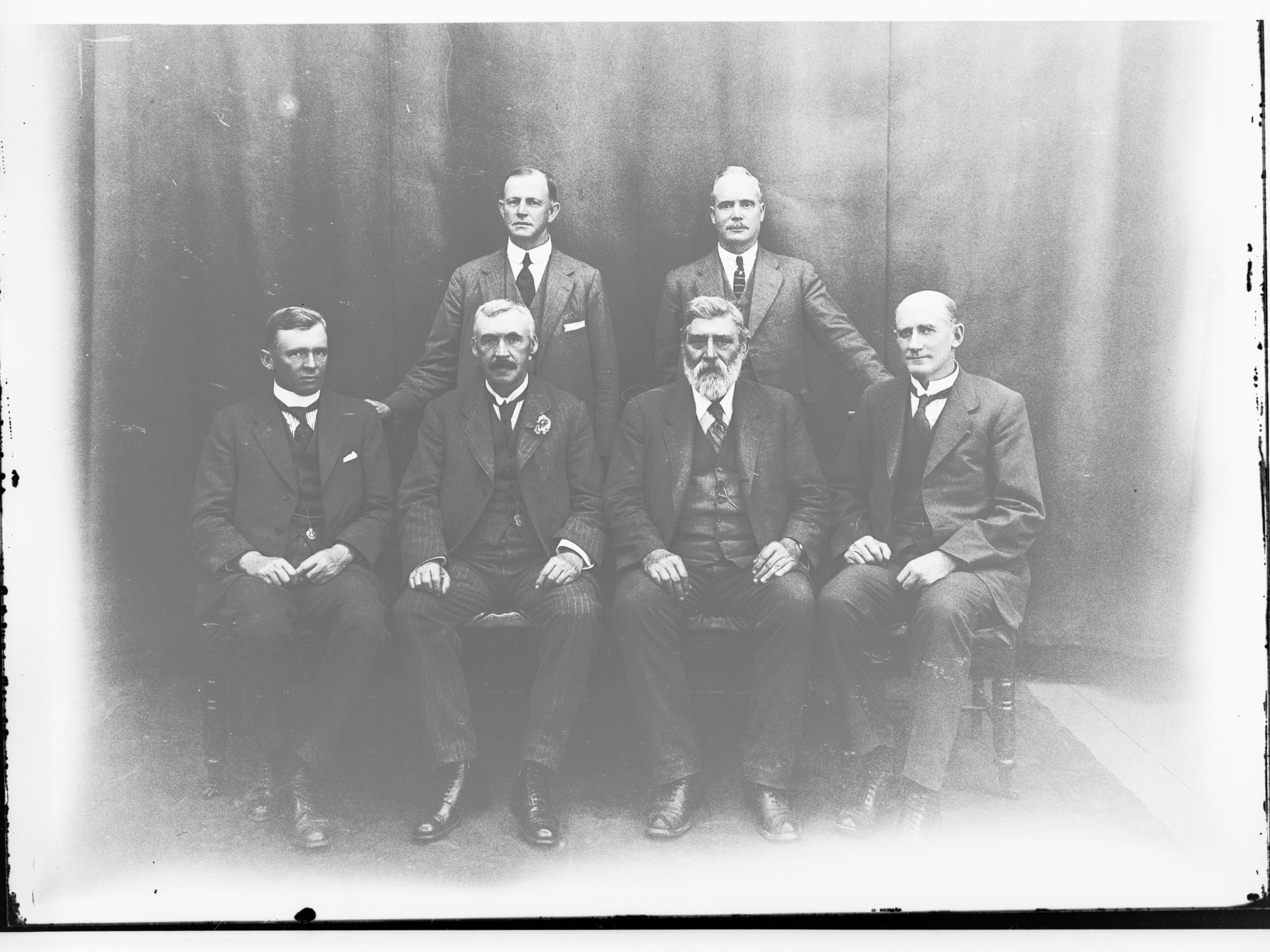
Die dritte Regierung Peake (1. Januar 1919).

Vaughan blieb bis zum 14. Juli 1917 Premierminister an der Spitze einer Minderheitsregierung, als seine Regierung im Parlament wegen der Wehrpflichtfrage eine Niederlage erlitt. Dies ermöglichte es Peake, am 14. Juli 1917 als Premier seine dritte Regierung zu stellen, nachdem er eine Koalition mit der Nationalist Party gebildet hatte. In seiner dritten Regierung bekleidete er zwischen dem 14. Juli 1917 und dem 15. Mai 1919 auch als Chefsekretär (Chief Secretary) sowie vom 27. August 1917 und dem 29. April 1918 als Generalstaatsanwalt, ehe er zuletzt zwischen dem 15. Mai 1919 und dem 6. April 1920 noch einmal als Schatzminister als fungierte. Nach dem Gewinn der Mehrheit bei den Wahlen am 6. April 1918, wurden die Rechte der Frauen in Südaustralien durch Änderungen der Scheidungsgesetze verbessert, bevor persönliche und politische Meinungsverschiedenheiten 1920 zur Auflösung der Koalition führten. Diese stressige Zeit forderte ihren Tribut von Peake und er starb am 6. April 1920 an einer Hirnblutung. Daraufhin wurde Henry Barwell von der Liberal Federation am 8. April 1920 neuer Premier.
Aus seiner Ehe mit Annie Thomas, Tochter des Geistlichen Reverend Henry Byron Thomas, gingen drei Söhne und vier Töchter hervor.

## Hintergrundliteratur
- R. L. Reid: South Australia and the First Decade of Federation. The Story of Leadership of a Small State, Together with its Trials and Tribulations, M.A. Thesis, University of Adelaide, 1954
- K. Quartly: The Liberal Union in Power. The Peake Government 1912–1915, B.A. Thesis, University of Adelaide, 1966
- A. G. Peake: The Peake Family in South Australia, Adelaide 1972
- P. D. Wright: The Formation of the Liberal Union in S.A., B.A. Thesis, University of Adelaide, 1977
- G. Grainger: The Liberal Union-National Party Coalition Government in South Australia 1917–1920, M.A. Thesis, Flinders University, 1983